# Championnats d'Asie juniors d'athlétisme 2016
Navigation
2014 2018
La 17e édition des Championnats d'Asie juniors d'athlétisme se déroule à Hô Chi Minh-Ville du 2 au 6 juin 2016. C'est la seconde édition qui se déroule au Viêt Nam, après celle de 2010 à Hanoï.

## Résultats

### Hommes
| Épreuve | Or                                                                                         | Or             | Argent                                                                                       | Argent         | Bronze                                                                                         | Bronze         |
| --- | ------------------------------------------------------------------------------------------ | -------------- | -------------------------------------------------------------------------------------------- | -------------- | ---------------------------------------------------------------------------------------------- | -------------- |
| 100 m (Vent: -0,4 m/s) | Khairul Hafiz Jantan Malaisie                                                              | 10 s 36        | Ippei Takeda Japon                                                                           | 10 s 41        | Abdullah Abkar Mohammed Arabie saoudite                                                        | 10 s 45        |
| 200 m (Vent: +0,5 m/s) | Yang Chun-Han Taipei chinois                                                               | 20 s 73        | Khairul Hafiz Jantan Malaisie                                                                | 21 s 15        | Wataru Inuzuka Japon                                                                           | 21 s 16        |
| 400 m | Mizuki Obuchi Japon                                                                        | 47 s 52        | Taha Hussein Yaseen Irak                                                                     | 47 s 55        | Abdullah Djimet Souleima Arabie saoudite                                                       | 47 s 83        |
| 800 m | Amoj Jacob Inde                                                                            | 1 min 51 s 82  | Idriss Mousa Youssouf Qatar                                                                  | 1 min 52 s 28  | Mohammed Raheem Al-Bazaznah Irak                                                               | 1 min 52 s 78  |
| 1 500 m | Ajay Kumar Saroj Inde                                                                      | 3 min 57 s 55  | Idriss Mousa Youssouf Qatar                                                                  | 3 min 58 s 28  | Ata Assadi Iran                                                                                | 3 min 56 s 11  |
| 5 000 m | Takato Suzuki Japon                                                                        | 14 min 16 s 42 | Akira Aizawa Japon                                                                           | 14 min 32 s 08 | Gavit Murli Kumar Inde                                                                         | 14 min 49 s 41 |
| 10 000 m | Sota Watanabe Japon                                                                        | 31 min 23 s 93 | Abhishek Pal Inde                                                                            | 31 min 24 s 06 | Tadvi Kisan Narshi Inde                                                                        | 32 min 07 s 12 |
| 110 m haies (99,0 cm) (Vent: -1,2 m/s) | Mohd Rizzua Haizad Muhamad Malaisie                                                        | 14 s 00        | May Mon Paulose Inde                                                                         | 14 s 02        | Zhang Tao Chine                                                                                | 14 s 05        |
| 400 m haies | Yoshihiro Watanabe Japon                                                                   | 50 s 86        | Feng Zhiqiang Chine                                                                          | 51 s 49        | Kim Hyun-bin Japon                                                                             | 52 s 55        |
| 3 000 m steeple | Mohamed Khamis Saifeldin Qatar                                                             | 9 min 26 s 79  | Lê Trung Đức Vietnam                                                                         | 9 min 27 s 40  | Lê Quang Hoà Vietnam                                                                           | 9 min 31 s 86  |
| 4 × 100 m | Taipei chinois Yeh Shou-Bo Yang Chun-Han Liu Chao-Hsuan Shen Yu-Sen                        | 39 s 75        | Malaisie Asnawi Hashim Badrul Hisyam Abdul Manap Muhammad Haiqal Hanafi Khairul Hafiz Jantan | 39 s 91        | Thaïlande Chayut Khongprasit Sakchai Laomool Nutthapong Veeravongratanasiri Pipat Nupuang      | 40 s 36        |
| 4 × 400 m | Thaïlande Vitsanu Phosri Nattapong Kongkraphan Phitchaya Sunthonthuam Phanuwat Bunfueangfu | 3 min 11 s 59  | Inde Murugan Kiran Malik Pankaj Kupar Harsh Amoj Jacob                                       | 3 min 12 s 12  | Arabie saoudite Ahmed Saleh Mahda Abdallah Djimat Souleyman Sabir Said Essa Yasir Yahya Hazazi | 3 min 12 s 37  |
| 10 000 m marche | Zhang Yao Chine                                                                            | 44 min 33 s 00 | Yasushi Morita Japon                                                                         | 44 min 33 s 79 | Song Yun-hwa Corée du Sud                                                                      | 45 min 38 s 45 |
| Saut en hauteur | Keitaro Fujita Japon                                                                       | 2,16 m         | Muhammad Syazwan Ahmad Malaisie                                                              | 2,14 m         | Hussein al-Ibraheemi Irak                                                                      | 2,14 m         |
| Saut à la perche | Muntaher Faleh Abdulwahid Irak                                                             | 5,25 m         | Patsapong Amsam-Ang Thaïlande                                                                | 5,20 m (=NJR)  | Ali Mohsen Abed Zid Irak                                                                       | 5,10 m         |
| Saut en longueur | Zhong Peifeng Chine                                                                        | 7,84 m         | Tomoya Nomura Japon                                                                          | 7,75 m (v. f.) | Kazuma Adachi Japon                                                                            | 7,73 m         |
| Triple saut | Sung Jin-syuk Corée du Sud                                                                 | 16,19 m        | Liu Mingxuan Chine                                                                           | 16,05 m        | Sonu Kumar Inde                                                                                | 15,99 m        |
| Lancer du poids (6 kg) | Shin'ichi Yukinaga Japon                                                                   | 18,41 m        | Amin Lotfollahi dehkharghani Iran                                                            | 17,57 m        | Mehdi Rostami moghaddam lotfabad Iran                                                          | 17,53 m        |
| Lancer du disque (1,750 kg) | Moaaz Mohamed Ibrahim Qatar                                                                | 60,49 m        | Yume Ando Japon                                                                              | 58,80 m (NJR)  | Shin'ichi Yukinaga Japon                                                                       | 54,79 m        |
| Lancer du marteau (6 kg) | Ashish Jakhar Inde                                                                         | 69,00 m        | Hussein Thamir Abdelwahed Irak                                                               | 65,71 m        | Zhalolhon Tilavoldikhuzhayev Ouzbékistan                                                       | 63,77 m        |
| Lancer du javelot | Jun'ya Sado Japon                                                                          | 77,97 m        | Neeraj Chopra Inde                                                                           | 77,60 m        | Arshad Nadeem Pakistan                                                                         | 73,40 m (NJR)  |
| Décathlon (junior) | Yuma Maruyama Japon                                                                        | 6 748 pts      | Wang Chen-Yu Taipei chinois                                                                  | 6 624 pts      | Krishna Kumar Inde                                                                             | 6 551 pts      |
| Records et Performances - AR : Record continental (area record) - CR : Record des championnats (championship record) - MR : Record du meeting (meet record) - NR : Record national (national record) - OR : Record olympique (olympic record) - PR : Record paralympique (paralympic record) - PB : Record personnel (personal best) - SB : Meilleure performance personnelle de la saison (season's best) - WL : Meilleure performance mondiale de l'année (world leader) - WJR : Record du monde junior (world junior record) - WR : Record du monde (world record) Circonstances et Conditions - DNF : N'a pas terminé (did not finish) - DNS : N'a pas pris le départ (did not start) - DQ : Disqualification (disqualification) - NM : Aucun essai valable enregistré (No Mark) - Q : Qualifié « directement » au prochain tour (ou à la prochaine compétition), lors d'une compétition majeure, grâce au classement ou à la réalisation des minima (automatic qualifier) - q : Qualifié au prochain tour (ou à la prochaine compétition), lors d'une compétition majeure, grâce au repêchage ou à la réalisation de l'une des meilleures performances parmi celles des « non qualifiés directement » (grâce au meilleur temps ou à la meilleure distance par exemple) (secondary qualifier) |                                                                                            |                |                                                                                              |                |                                                                                                |                |

### Femmes
| Épreuve | Or                                                                             | Or                  | Argent                                                                    | Argent              | Bronze                                                                       | Bronze         |
| --- | ------------------------------------------------------------------------------ | ------------------- | ------------------------------------------------------------------------- | ------------------- | ---------------------------------------------------------------------------- | -------------- |
| 100 m | Liu Qun Chine                                                                  | 11 s 84             | Chloe Chan Hong Kong                                                      | 11 85 (NJR)         | On-Uma Chattha Thaïlande                                                     | 11 s 88        |
| 200 m | Lê Tú Chinh Vietnam                                                            | 23 s 94             | Supanich Poolkerd Thaïlande                                               | 24 s 41             | Noor Syafiqah Sabri Malaisie                                                 | 24 s 50        |
| 400 m | Jisna Mathew Inde                                                              | 53 s 85             | Hueng Guifen Chine                                                        | 54 s 92             | Haruko Ishizuka Japon                                                        | 55 s 40        |
| 800 m | Lili Das Inde                                                                  | 2 min 06 s 64       | Airi Ikezaki Japon                                                        | 2 min 07 s 21       | Arina Kleshchukova Kirghizistan                                              | 2 min 07 s 56  |
| 1 500 m | Lili Das Inde                                                                  | 4 min 29 s 50       | Mina Ueda Japon                                                           | 4 min 30 s 76       | Harmilan Bains Inde Pak Jin-hyang Corée du Nord                              | 4 min 33 s 02  |
| 3 000 m | Nana Kuraoka Japon                                                             | 9 min 31 s 46       | Pak Jing-hyang Corée du Nord                                              | 9 min 50 s 72       | Choe Hyon-ju Corée du Nord                                                   | 10 min 01 s 94 |
| 5 000 m | Hana Omori Japon                                                               | 16 min 57 s 39      | Misaki Ogata Japon                                                        | 17 min 04 s 76      | Choe Hyon-ju Corée du Nord                                                   | 17 min 08 s 79 |
| 100 m haies | Yu Jiaru Chine                                                                 | 13 s 79             | Cheng Tang-hsiu Taipei chinois                                            | 13 s 97             | Lin Shih-ting Taipei chinois                                                 | 14 s 11        |
| 400 m haies | Haruko Ishizuka Japon                                                          | 57 s 91             | Khuất Phương Anh Vietnam                                                  | 59 s 78             | Lin Yu-chieh Taipei chinois                                                  | 60 s 02        |
| 3 000 m steeple | Chika Mukai Japon                                                              | 10 min 21 s 04 (CR) | Ro Hyo-gong Corée du Nord                                                 | 10 min 31 s 02      | Ju Ok-byol Corée du Nord                                                     | 10 min 41 s 91 |
| 4 × 100 m | Thaïlande Parichat Charoensuk On-Uma Chattha Sureewan Runan Suwimon Khongthong | 45 s 23             | Chine Liu Qun Huang Guifen Huang Jiaxen Yu Jiaru                          | 45 s 41             | Modèle:HGK Leung Kwan-yi Chan Ka-sin ong Chun-ki Chloe Chan                  | 45 s 84 (NJR)  |
| 4 × 400 m | Inde Jisna Mathew Shaharbana Sidhique Liniet George Subha V                    | 3 min 43 s 57       | Vietnam Khuất Phương Anh Can Thi Thuy Nguyễn Thị Hằng Hoàng Thị Minh Hạnh | 3 min 44 s 56 (NJR) | Thaïlande Supanich Poolkerd Thanphimon Kaeodi Manrika Phonyam Apinya Athiwet | 3 min 50 s 79  |
| 10 000 m marche | Wang Wenjing Chine                                                             | 50 min 23 s 89      | Cun Hailu Chine                                                           | 50 min 37 s 03      | Ravina Inde                                                                  | 51 min 09 s 48 |
| Saut en hauteur | Chai Yanbo Chine                                                               | 1,74 m              | Nadezhda Dubovitskaya Kazakhstan                                          | 1,74 m              | Tsai Ching-jung Taipei chinois                                               | 1,71 m         |
| Saut à la perche | Chen Qiaoling Chine                                                            | 4,15 m              | Misaki Morota Japon                                                       | 3,80 m              | Wu Chia-ju Taipei chinois                                                    | 3,60 m         |
| Saut en longueur | Nguyễn Thị Trúc Mai Vietnam                                                    | 6,34 m (NJR)        | Parinya Chuaimaroeng Thaïlande                                            | 6,28 m (NJR)        | Yao Jiayu Chine                                                              | 6,04 m         |
| Triple saut | Kirthana Ramasamy Malaisie                                                     | 13,20 m (NJR)       | Mariya Ovchinnikova Kazakhstan                                            | 13,19 m             | Anna Gorodkova Kazakhstan                                                    | 12,97 m        |
| Lancer du poids | Nanaka Kori Japon                                                              | 15,89 m (NJR)       | Dong Yu Chine                                                             | 14,23 m             | Liu Ziyue Chine                                                              | 14,22 m        |
| Lancer du disque | Yang Huanhuan Chine                                                            | 51,47 m             | Nanaka Kori Japon                                                         | 48,04 m             | Zhou Zixuan Chine                                                            | 46,57 m        |
| Lancer du marteau | Zhao Fan Chine                                                                 | 61,77 m             | Ji Li Chine                                                               | 58,11 m             | Mingkamon Koomphon Thaïlande                                                 | 56,44 m        |
| Lancer du javelot | Su Lingdan Chine                                                               | 57,32 m             | Chang Chu Taipei chinois                                                  | 53,14 m             | Varvara Nazarova Kazakhstan                                                  | 52,76 m (NR)   |
| Heptathlon (junior) | Du Jiani Chine                                                                 | 5 031 pts           | Aleksandra Yurkevskaya Ouzbékistan                                        | 4 859 pts           | Nguyễn Linh Na Vietnam                                                       | 4 564 pts      |
| Records et Performances - AR : Record continental (area record) - CR : Record des championnats (championship record) - MR : Record du meeting (meet record) - NR : Record national (national record) - OR : Record olympique (olympic record) - PR : Record paralympique (paralympic record) - PB : Record personnel (personal best) - SB : Meilleure performance personnelle de la saison (season's best) - WL : Meilleure performance mondiale de l'année (world leader) - WJR : Record du monde junior (world junior record) - WR : Record du monde (world record) Circonstances et Conditions - DNF : N'a pas terminé (did not finish) - DNS : N'a pas pris le départ (did not start) - DQ : Disqualification (disqualification) - NM : Aucun essai valable enregistré (No Mark) - Q : Qualifié « directement » au prochain tour (ou à la prochaine compétition), lors d'une compétition majeure, grâce au classement ou à la réalisation des minima (automatic qualifier) - q : Qualifié au prochain tour (ou à la prochaine compétition), lors d'une compétition majeure, grâce au repêchage ou à la réalisation de l'une des meilleures performances parmi celles des « non qualifiés directement » (grâce au meilleur temps ou à la meilleure distance par exemple) (secondary qualifier) |                                                                                |                     |                                                                           |                     |                                                                              |                |